# ビックリマン プロ野球チョコ
『ビックリマンプロ野球チョコ』（ビックリマンプロやきゅうチョコ）は、ロッテから発売されたウエハースチョコレート。定価84円（税込）。

## 概要
タイトルのとおり、『ビックリマン』とのコラボレーション商品である。2006年7月18日に関東地区と甲信越静地区で、それ以外の地区では8月29日より発売された。おまけとして12球団の選手のシールが1枚同梱されている。シールは各球団から野手・投手1名ずつの全24種類で、2007年からは「ゴールドプレートシール」という彫金のようなシールが加えられ、全36種類となっている。
ゴールドプレートシールには以前に登場した各球団1名ずつの12選手が登場し、裏面にはその選手の直筆サインがプリントされている。なお、通常シールの裏面は2007年版まで所属チーム名と選手名、生年月日と身長、体重、出身校、選手メッセージが書かれていたが、2008年版は生年月日と身長、体重、出身校の代わりにビックリマン悪魔vs天使シールの裏書きを彷彿とさせる応援歌のような文章が書かれている。また、08年版ではシール裏面に当たりが出ると、限定でシールホルダーがもらえるキャンペーンを実施していた。

## 登場選手

### 2006年版
セントラル・リーグ
- 阪神タイガース：藤川球児・金本知憲
- 中日ドラゴンズ：福留孝介・岩瀬仁紀
- 横浜ベイスターズ：三浦大輔・種田仁
- 東京ヤクルトスワローズ：古田敦也・五十嵐亮太
- 読売ジャイアンツ：上原浩治・阿部慎之助
- 広島東洋カープ：黒田博樹・前田智徳

パシフィック・リーグ
- 千葉ロッテマリーンズ：渡辺俊介・今江敏晃
- 福岡ソフトバンクホークス：斉藤和巳・松中信彦
- 西武ライオンズ：松坂大輔・和田一浩
- 北海道日本ハムファイターズ：金村曉・小笠原道大
- オリックス・バファローズ ：吉井理人・谷佳知
- 東北楽天ゴールデンイーグルス：岩隈久志・礒部公一

### 2007年版
セントラル・リーグ
- 中日ドラゴンズ：山本昌・井端弘和
- 阪神タイガース：久保田智之・赤星憲広
- 東京ヤクルトスワローズ：石川雅規・青木宣親
- 読売ジャイアンツ：内海哲也・二岡智宏
- 広島東洋カープ：永川勝浩・新井貴浩
- 横浜ベイスターズ：マーク・クルーン・村田修一

パシフィック・リーグ
- 北海道日本ハムファイターズ：八木智哉・森本稀哲
- 西武ライオンズ：涌井秀章・中島裕之
- 福岡ソフトバンクホークス：和田毅・川﨑宗則
- 千葉ロッテマリーンズ：小林雅英・里崎智也[注釈 1]
- オリックス・バファローズ ：平野佳寿・清原和博
- 東北楽天ゴールデンイーグルス：福盛和男・山﨑武司

ゴールドプレートシール
- 福留孝介・金本知憲・古田敦也・上原浩治・前田智徳・三浦大輔・金村曉・和田一浩・松中信彦・渡辺俊介・吉井理人・岩隈久志

### 2008年版
セントラル・リーグ
- 読売ジャイアンツ：高橋尚成・高橋由伸
- 中日ドラゴンズ：川上憲伸・谷繁元信
- 阪神タイガース：上園啓史・今岡誠
- 横浜ベイスターズ：寺原隼人・仁志敏久
- 広島東洋カープ：大竹寛・栗原健太
- 東京ヤクルトスワローズ：石井弘寿・宮本慎也

パシフィック・リーグ
- 北海道日本ハムファイターズ：ダルビッシュ有・稲葉篤紀
- 千葉ロッテマリーンズ：成瀬善久・西岡剛
- 福岡ソフトバンクホークス：馬原孝浩・小久保裕紀
- 東北楽天ゴールデンイーグルス：田中将大・高須洋介
- 埼玉西武ライオンズ：西口文也・G.G.佐藤
- オリックス・バファローズ ：加藤大輔・タフィ・ローズ

ゴールドプレートシール
- 阿部慎之助・岩瀬仁紀・藤川球児・村田修一・永川勝浩・青木宣親・森本稀哲・里崎智也・斉藤和巳・山﨑武司・中島裕之・清原和博

## 関連シール
上記シリーズとの直接的な繋がりはないが、同じプロ野球をモチーフとしたシールの元祖は、1988年にロッテオリオンズの本拠地である川崎球場へ試合を見に来た子供ファンに配布されたオリオンズヒーローシールシリーズとされている。キャラクターのモデルとなった選手は、「スーパーオリオン」と冠された当時の有藤道世監督と9選手の全10種類。それぞれ「パート1」と「パート2」のヴァージョン違いがあるため20種類になる。パート1の裏書きは選手名、生年月日と身長、体重、出身校、趣味、愛称、選手メッセージで、パート2の裏書きはビックリマン悪魔vs天使シールのようなレイアウトになっており、それらしい雰囲気の文章とイラストが添えられている。その裏書きによると選手のキャラクターは「9神士」と総称されており、3キャラ一組で「3闘士」「3救士」「3勇士」と区分されている。スーパーオリオンは1枚ずつ、それ以外は前述の3キャラずつの組み合わせで、ポチ袋に入れて配布された（袋もパートによって違う）。
シール化された選手以外にも10人の選手（伊良部秀輝・小川博・斉藤巧・佐藤健一（現・兼伊知）・関清和・園川一美・高沢秀昭・仁科時成・袴田英利・ビル・マドロック）をモチーフにした同様のイラストが制作されており、団扇や缶バッジなどのキャラクターグッズに使用されていた。
- スーパーオリオン - 有藤道世監督

●3救士
- フォーク守神 - 牛島和彦投手
- 水上業師 - 水上善雄内野手
- 新ロッ帝王 - 古川慎一外野手

●3闘士
- 荘快投球王 - 荘勝雄投手
- 鉄壁守護神 - 上川誠二内野手
- ベース盗騎士 - 西村徳文内野手

●3勇士
- まさかり大明神 - 村田兆治投手
- 愛甲で勝 - 愛甲猛内野手
- 豪打球神 - 横田真之外野手

現在では、非売品であるがビックリマンを作った「ロッテ正規のもの」であること、球場での子供限定配布だったこと、綺麗な状態で保存されていることが少ないこと、等から希少価値が出ている。
さらにロッテ以外の物ではタカオカ食品の「ピーキャラマンチョコ・昆虫ロボ軍VS忍法超人軍」やチロルチョコの「改造そっくリーグ」などがあった。「改造そっくリーグ」の方は「ガムラツイスト」に近いダブルシールで1枚目が改造前、2枚目が改造後（名前は『悪魔ユミ（真弓）』『おーしまうま（大島）』など選手名をもじったダジャレになっている）という設定。2枚目は籤を兼ねており、当たりが出るともう一つチョコがもらえるというシステムだった。またモチーフは12球団全てではなく、わけあり恐人（巨人）、サンシンイタイガー（阪神）、中だんトラブルズ（中日）、オセーボライアンズ（西武）の4球団のみだった。選手のラインアップから、1986～87年ごろの発売と思われる。
- わけあり恐人（巨人）

王監督、松本、篠塚、クロマティ、原、吉村、中畑、サンチェ（8種）
- サンシンイタイガー（阪神）

真弓、バース、掛布、岡田、田尾、平田、キーオ、中西（8種）
- 中だんトラブルズ（中日）

星野監督、仁村、ゲーリー、落合、宇野、大島、中尾、小松、郭源治（9種）
- オセーボライアンズ（西武）

石毛、金森、秋山、清原、伊東、渡辺久、工藤、松沼兄、郭泰源（9種）